# Franklin Schaffner
 (août 2024).
Si vous disposez d'ouvrages ou d'articles de référence ou si vous connaissez des sites web de qualité traitant du thème abordé ici, merci de compléter l'article en donnant les références utiles à sa vérifiabilité et en les liant à la section « Notes et références ».
Pour les articles homonymes, voir Schaffner.
Franklin James Schaffner, né le 30 mai 1920 à Tokyo et mort le 2 juillet 1989 à Santa Monica, est un réalisateur et producteur américain. Réalisateur du film culte La Planète des singes, il est aussi connu pour avoir réalisé les films Patton et  Papillon.

## Biographie
Fils de missionnaires protestants, Paul Franklin Schaffner et Sarah Horting (née Swords), Franklin Schaffner est né en 1920 à Tokyo, où il passe une partie de son enfance. Par la suite, il étudie le droit à l'université Columbia et sert dans la marine pendant la Seconde Guerre mondiale.
Schaffner commence sa carrière de réalisateur à la télévision où il dirige plusieurs dramatiques présentées en direct.  Ainsi, en 1954, il réalise le télé-théâtre Douze hommes en colère, qui sera porté au grand écran le 12 mai 1957 par Sidney Lumet.
En 1962, il réalise le documentaire écrit par Jacqueline Kennedy A Tour of the White House (en), durant lequel la femme du président John Fitzgerald Kennedy présente au public l'intérieur de la Maison-Blanche nouvellement restauré. La collaboration de Schaffner avec Alfredo Antonini (Directeur Musical au réseau de  télévision Columbia Broadcasting System) a été appréciée par plus de 80 millions de téléspectateurs partout dans le monde. En conséquence, Schaffner a été nommé en 1963 pour le prix « Outstanding Directorial Achievement in Television » par la  Directors Guild of America,. 
C'est en 1963 que Schaffner présente son premier film pour le cinéma, Les Loups et l'Agneau (The Stripper), adaptation d'une pièce de William Inge. En 1964, il dirige le drame social Que le meilleur l'emporte, sur la lutte de deux aspirants à la direction de leur parti politique. Inspiré d'une pièce de Gore Vidal, le film, qui oppose Henry Fonda et Cliff Robertson, reçoit un accueil critique favorable mais connait un succès commercial limité.
En 1965, Schaffner réalise Le Seigneur de la guerre, avec Charlton Heston, qu'il retrouve en 1968 pour un des chefs-d'œuvre de la science fiction : La Planète des singes, d'après le roman de Pierre Boulle. Rod Serling, précédemment créateur et narrateur de la série La Quatrième Dimension, en écrit le scénario ; le film a un énorme succès, donnant naissance à quatre suites ainsi qu'une série télévisée et une série animée.
Dès lors, Schaffner enchaîne les réussites artistiques et commerciales.
Il réalise ainsi Patton en 1970, biographie du général George S. Patton. Le film, mettant en vedette George C. Scott dans le rôle-titre et dont Francis Ford Coppola est un des scénaristes, récolte 7 Oscars dont ceux du meilleur film et du meilleur réalisateur. Franklin J. Schaffner enchaine avec un autre film historique, Nicolas et Alexandra, évocation des derniers jours du régime tsariste. Curieusement, Nicolas et Alexandra sera nommé pour l'Oscar du meilleur film, sans que Schaffner soit nommé pour celui du meilleur réalisateur.
Avec Papillon en 1973, il réunit un casting de stars avec Steve McQueen et Dustin Hoffman pour raconter la vie du bagnard Henri Charrière et ses tentatives d'évasion du bagne de Cayenne en Guyane. Le film rencontre un grand succès public et critique.
En 1977, il travaille à nouveau avec George C. Scott pour le drame familial L'Île des adieux, adapté du roman d'Ernest Hemingway. Schaffner adapte aussi un roman d'Ira Levin (auteur de Rosemary's Baby) : Ces garçons qui venaient du Brésil, avec Gregory Peck et Laurence Olivier, le film raconte le projet insensé d'un ancien nazi, le docteur Josef Mengele, désirant fonder un Quatrième Reich en clonant des enfants.
La suite de la carrière de Schaffner est moins éclatante. Ni le drame d'aventure Sphinx, ni la comédie romantique Yes, Giorgio ne remportent l'adhésion du public ou de la critique. Pire encore, son avant-dernier film, Cœur de lion, réalisé en 1986, n'est quasiment pas distribué dans les salles de cinéma et sortira directement en vidéo.
Il meurt en juillet 1989, alors qu'il termine son dernier film, Welcome Home, qui sort aux États-Unis quelques mois après, dans une totale indifférence.
Franklin J. Schaffner a été président de la Directors Guild of America (DGA) de 1987 jusqu'à son décès en 1989.
Il a épousé Helen Jean Gilchrist le 17 avril 1948. Elle est morte en 2007. Le couple a eu deux enfants, Jennie et Kate. 

## Filmographie

### Comme réalisateur

#### Cinéma
- 1963 : Les Loups et l'Agneau (The Stripper)
- 1964 : Que le meilleur l'emporte (The Best Man)
- 1965 : Le Seigneur de la guerre (The War Lord)
- 1967 : La Griffe (The Double Man)
- 1968 : La Planète des singes (Planet of the Apes)
- 1970 : Patton
- 1971 : Nicolas et Alexandra (Nicholas and Alexandra)
- 1973 : Papillon
- 1976 : L'Île des adieux (Islands in the Stream)
- 1978 : Ces garçons qui venaient du Brésil (The Boys from Brazil)
- 1981 : Sphinx
- 1982 : Yes, Giorgio
- 1987 : Cœur de lion
- 1989 : Welcome Home

#### Télévision

##### Téléfilms
- 1961 : Cry Vengeance! (en)
- 1962 : A Tour of the White House (en) (A Tour of the White House with Mrs. John F. Kennedy) (documentaire)

##### Séries télévisées
- 1949-1956 : Studio One (110 épisodes)
- 1949 : Wesley (en) (13 épisodes)
- 1950-1951 : The Ford Theatre Hour (en) (20 épisodes)
- 1951 : Tales of Tomorrow
- 1952 : The Ford Television Theatre (en)
- 1953-1959 : Person to Person (en) (248 épisodes)
- 1953 : Person to Person (en) 1 épisode)
- 1955 : The Best of Broadway (en) (1 épisode)
- 1956 : Ford Star Jubilee (en) (2 épisodes)
- 1956 : The Kaiser Aluminum Hour (en) (6 épisodes)
- 1957 : Producers' Showcase (en) (1 épisode)
- 1957-1960 : Playhouse 90 (19 épisodes)
- 1959 : Startime (en) (1 épisode)
- 1961-1962 : Les Accusés (The Defenders) (6 épisodes)
- 1962-1964 : The DuPont Show of the Week (en) (10 épisodes)
- 1964 : Ambassador at Large
- 1967 : ABC Stage 67 (en) (1 épisode)

### Comme producteur
- 1956 : The Kaiser Aluminum Hour (en) (série télévisée)
- 1959 : Startime (en) (série télévisée)
- 1961 : The DuPont Show of the Week (en) (série télévisée)
- 1964 : Ambassador at Large (TV)
- 1971 : Nicolas et Alexandra (Nicholas and Alexandra)
- 1973 : Papillon
- 1981 : Sphinx

### Comme acteur
- 1967 : La Griffe (The Double Man) : l'homme à la station (non crédité)

## Cérémonies
Des gens ont été absents ou ont refusé l'Oscar. Durant la cérémonie des Oscars du film Patton, l'acteur George C. Scott a refusé l'Oscar lié à son nom, mais le producteur Frank McCarthy a accepté d'avoir l'Oscar. Aussi, Francis Ford Coppola n'était pas du tout présent durant la réception.[pas clair]